# Ralph Kubail
Ralph Kubail   (Berlín, 30 d'abril de 1952 - valor desconegut, 15 d'agost de 1981) fou un remer alemany que va competir sota bandera de la República Federal Alemanya durant la dècada de 1970.
El 1976 va prendre part en els Jocs Olímpics d'Estiu de Mont-real, on guanyà la medalla de bronze en la prova del quatre amb timoner del programa de rem. Formà equip amb Hans-Johann Färber, Siegfried Fricke, Peter Niehusen i Hartmut Wenzel. En el seu palmarès també destaquen dues medalles de bronze al Campionat del Món de rem de 1974 i 1975.
Morí d'un limfoma el 1981, amb tan sols 29 anys.